# Lac N'Gara
Le lac N'Gara est situé au Tchad.
Sa profondeur ne dépasse pas 4 m à l'étiage